# Frantz Beijer
Frantz Beijer, död 1594, var en svensk-schweizisk guldsmed som arbetade för det svenska hovet 1565–1586. Han var bror till Hans Beijer den äldre.
Frantz Beijer omarbetade 1568 Erik XIV:s riksäpple och utförde bland annat ordenstecken för Johan III 1570 och Gunilla Bielkes kröningsäpple 1585.